# Zenith

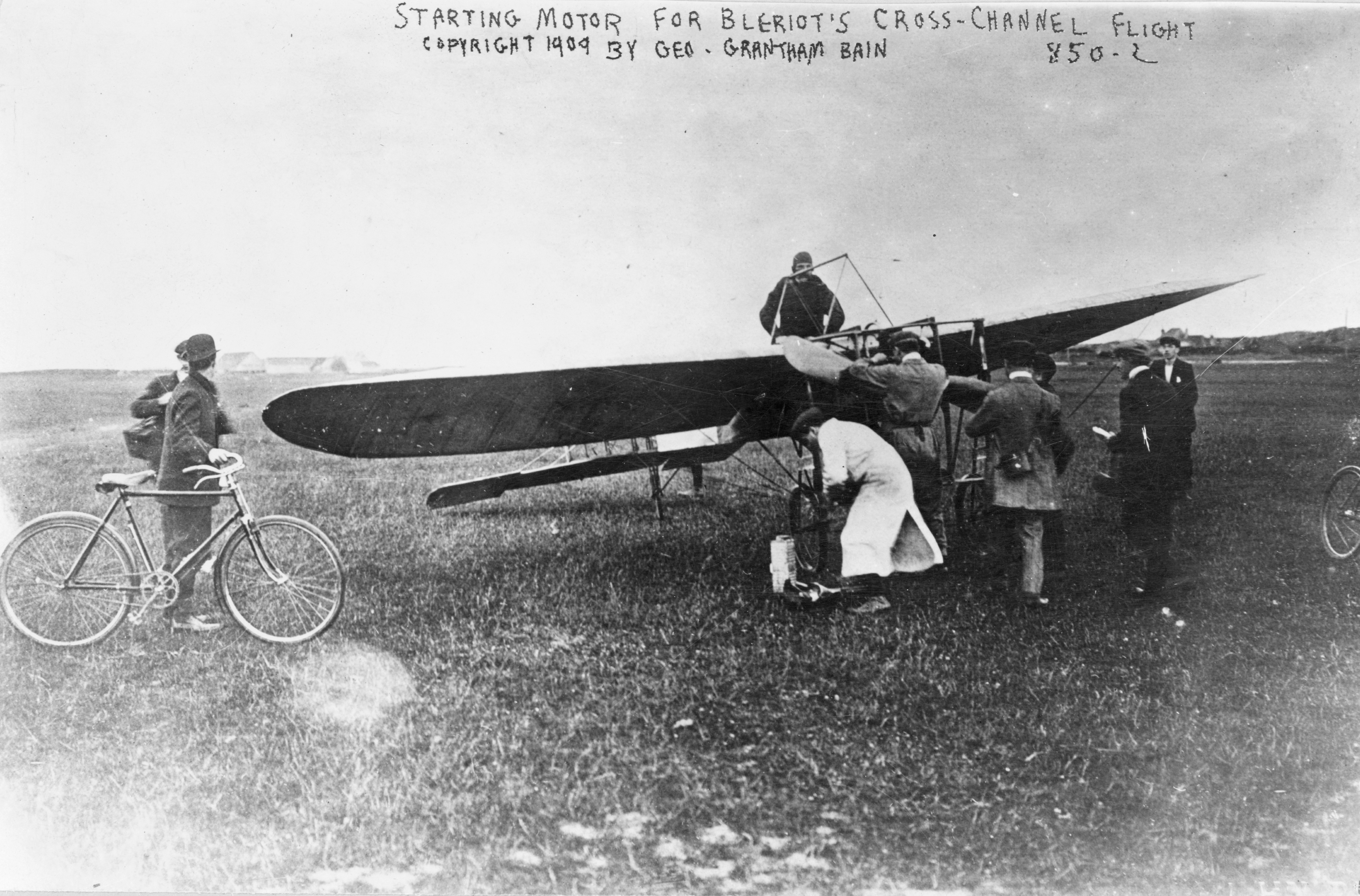
Start Blériota w 1909 roku

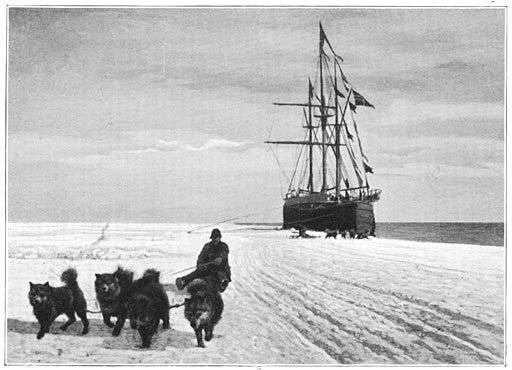
Wyprawa na biegun. W tle statek Fram

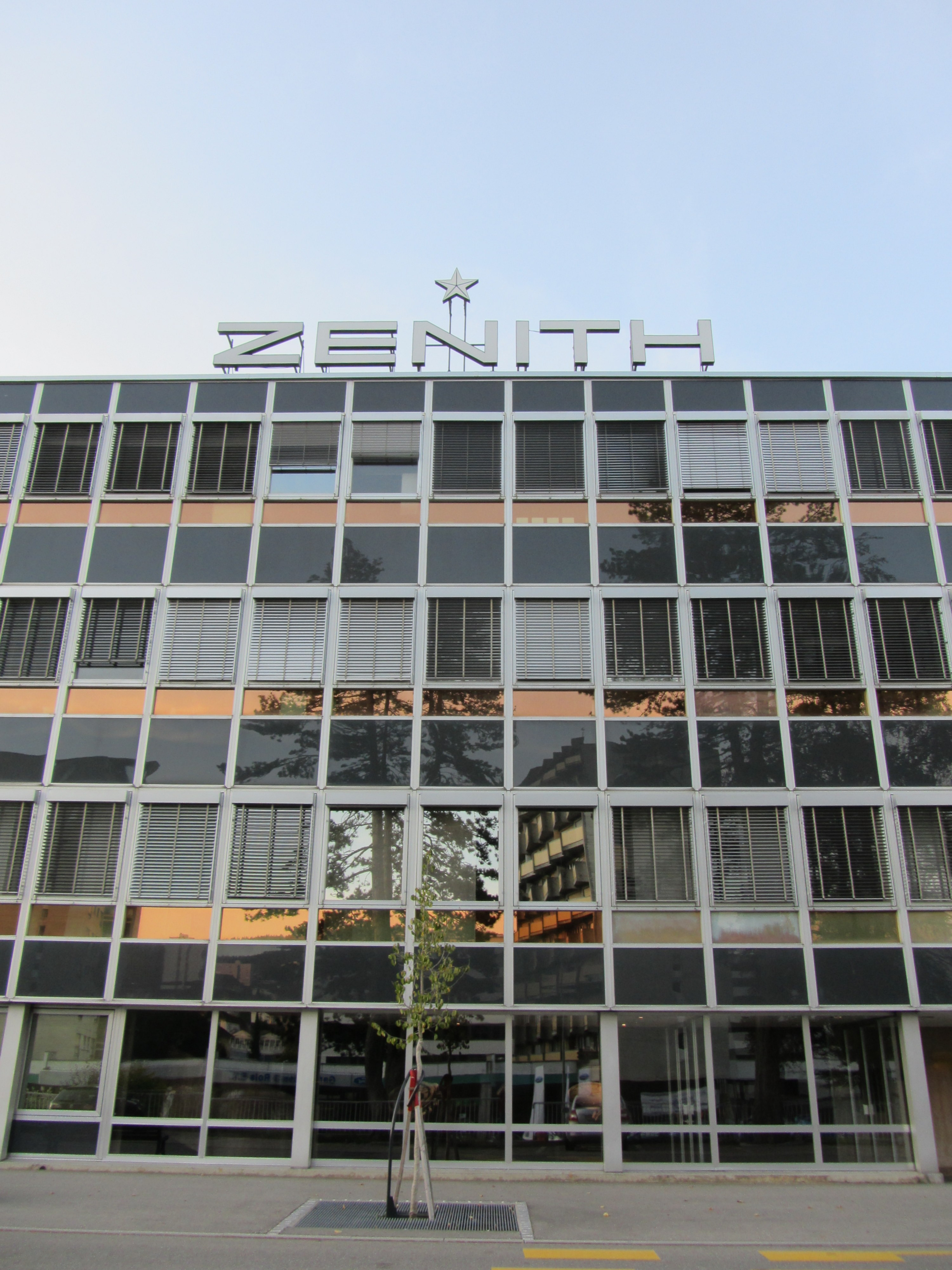
Siedziba przedsiębiorstwa w Le Locle

Zenith – przedsiębiorstwo produkujące zegarki, powstałe w 1865 w Le Locle w północno-zachodniej Szwajcarii z inicjatywy Georges’a Favre-Jacota.
W owym czasie wytwarzano głównie zegarki kieszonkowe i zegary wahadłowe, wytwarzano też przyrządy pomiarowe dla marynarki wojennej. Założyciel zrewolucjonizował produkcję zegarków poprzez jej scentralizowanie i wprowadzenie wielu nowoczesnych rozwiązań organizacyjnych.
W 1897 roku właściciel wyposażył jeden z zegarków w kaliber oznakowany jako Zenith i od niego nazwał w 1911 roku całą swoją firmę. W 1896 Georges Favre-Jacot zdobył złoty medal na wystawie krajowej w Genewie. W 1900 roku firma otrzymała złoty medal na wystawie powszechnej w Paryżu. W 1908 roku otworzono oddział firmy w Moskwie, w 1909 roku w Paryżu, w 1910 w Wiedniu, a w 1914 w Londynie.
W 1909 roku francuski lotnik Louis Blériot jako pierwszy człowiek przeleciał samolotem nad kanałem La Manche, a towarzyszył mu zegarek marki Zenith. W 1910 roku Zenith został mianowany oficjalnym dostawcą zegarków dla armii USA i szwajcarskiej poczty. Zegarki Zenith były także wykorzystywane w wielu spółkach kolejowych (m.in. w USA, Francji, Szwajcarii, Polsce, Argentynie). W 1911 roku firma została przekształcona w spółkę akcyjną o nazwie „Fabrique des Montres Zenith”. W tym też roku zaczęto stosować jako logo pięcioramienną gwiazdę, co miało nawiązywać do gwiazdy przewodniej, wykorzystywanej od wieków przy ustalaniu kierunków podróży. Trudne czasy nastały dla firmy po 1917 roku, gdy po rewolucji upadł ważny rynek rosyjski i nie można było sprzedawać zegarków w USA z powodu zastrzeżenia nazwy przez Zenith Radio Company. Po 1922 roku Zenith wprowadził kolekcję zegarków o nazwie Defy z kopertą o klasie WR 600 metrów. W 1923 r. wybudowano fabrykę w Besançon. W 1925 Zenith zatrudniał ponad 1000 pracowników. W 1926 roku Zenith pobił rekord precyzji mierzony przez King’s Observatory w Kew. Norweski polarnik Roald Amundsen miał przy sobie zegarek marki Zenith podczas zdobycia bieguna południowego w 1911 roku i podczas wyprawy na biegun północny.
W 1959 roku Zenith przejął firmę Martel Watch Co. Zenith przejął także produkujące zegarki firmy Mondia.
W dniu 10 stycznia 1969 roku Zenith zaprezentował kaliber El Primero, który był pierwszym na świecie zegarkiem automatycznym wytwarzającym 36 000 vph tj. 10 wahnięć na sekundę (5 Hz), wygrywając tym samym prestiżową rywalizację z Seiko i koalicjami firm Breitling-Hamilton-Büren oraz Heuer-Leonidas. W 1971 r. Zenith wprowadza do sprzedaży rozwojowy dla El Primero model Espada, bo posiadający potrójny kalendarz i fazy księżyca. W 1972 roku Zenith został kupiony przez amerykańską firmę Zenith Radio Company.
W 1975 roku amerykańscy właściciele, w związku z popularnością zegarków kwarcowych, zdecydowali o zaprzestaniu produkcji zegarków mechanicznych uznając, że nie mają one przyszłości i nie będą przynosić zysków. Sprzeciwiając się poleceniom menadżerów, kierownik warsztatu Charles Vermot w tajemnicy ukrył na strychu około 150 maszyn oraz dokumentację techniczną nie chcąc aby unikalna technologia El Primero wpadła w ręce konkurencji. Aby nie odkryto ukrytych maszyn Vermot zamurował część fabrycznego strychu.
Po kolejnej zmianie właściciela Zenith w 1984 roku dzięki Charlesowi Vermot mógł ponownie rozpocząć produkcję El Primero, które to mechanizmy zaczął kupować dla swoich zegarków Rolex. Mechanizm ten był stosowany w zegarkach Rolex Daytona od roku 1988 do czasu zakupu Zenitha przez koncern LVMH. W latach 90. zaprezentowano nowy model sportowy Chronomaster Flyback z mechanizmem El Primero, który został zaprojektowany na konkurs ogłoszony przez francuskie Ministerstwo Obrony.
Po kilku latach prac, w 1994 roku zaprezentowano wyjątkowo płaski automatyczny zegarek Elite o grubości 3,38 milimetra. Mechanizm ten otrzymał nagrodę w kategorii „Najlepszy Mechanizm Roku”.
W 1999 roku Zenith został kupiony przez koncern LVMH, stając się jedną z kilku jej marek w dziale luksusowych zegarków obok np. TAG Heuer, Bulgari i Hublot. Z tego powodu zaprzestano sprzedaży mechanizmów El Primero dla Rolexa Daytona, ponieważ firma ta znajdowała się poza grupą LVMH. W 2004 roku zaprezentowano Grande ChronoMaster XXT Tourbillon, który był pierwszym zegarkiem o tak wysokiej częstotliwości na rynku.
Po pięciu latach badań i prac studyjnych w 2010 roku zaprezentowano zegarek „Christophe Colomb”, który jest limitowany do 25 sztuk i pracuje w oparciu o mechanizm „Academy 8804” charakteryzujący się ręcznym naciągiem i rezerwą chodu wynoszącą aż 50 godzin. Sercem mechanizmu jest klatka żyroskopu, która składa się ze 166 części. Cena jednego zegarka wynosi około 730 tysięcy złotych.
W 2012 roku Felix Baumgartner skacząc z wysokości 39 km i spadając z prędkością 1137 kilometrów na godzinę miał przy sobie zegarek „Zenith El Primero Stratos Flyback Striking 10th”. W 2013 roku zaprezentowano nagradzany model El Primero Lightweight.
Przedsiębiorstwo Zenith istnieje do dziś, kontynuuje tradycję produkcji wysokiej jakości luksusowych zegarków. Od wielu innych marek, także szwajcarskich, wyróżnia go także to, że mechanizmy wytwarza dla własnych produktów wyłącznie samodzielnie, nie zamawiając ich w innych firmach. W ciągu swojej historii Zenith zarejestrował 297 patentów i zebrał 2333 nagrody w kategorii precyzji odmierzania czasu tzw. „chronometry prizes”.

## Galeria

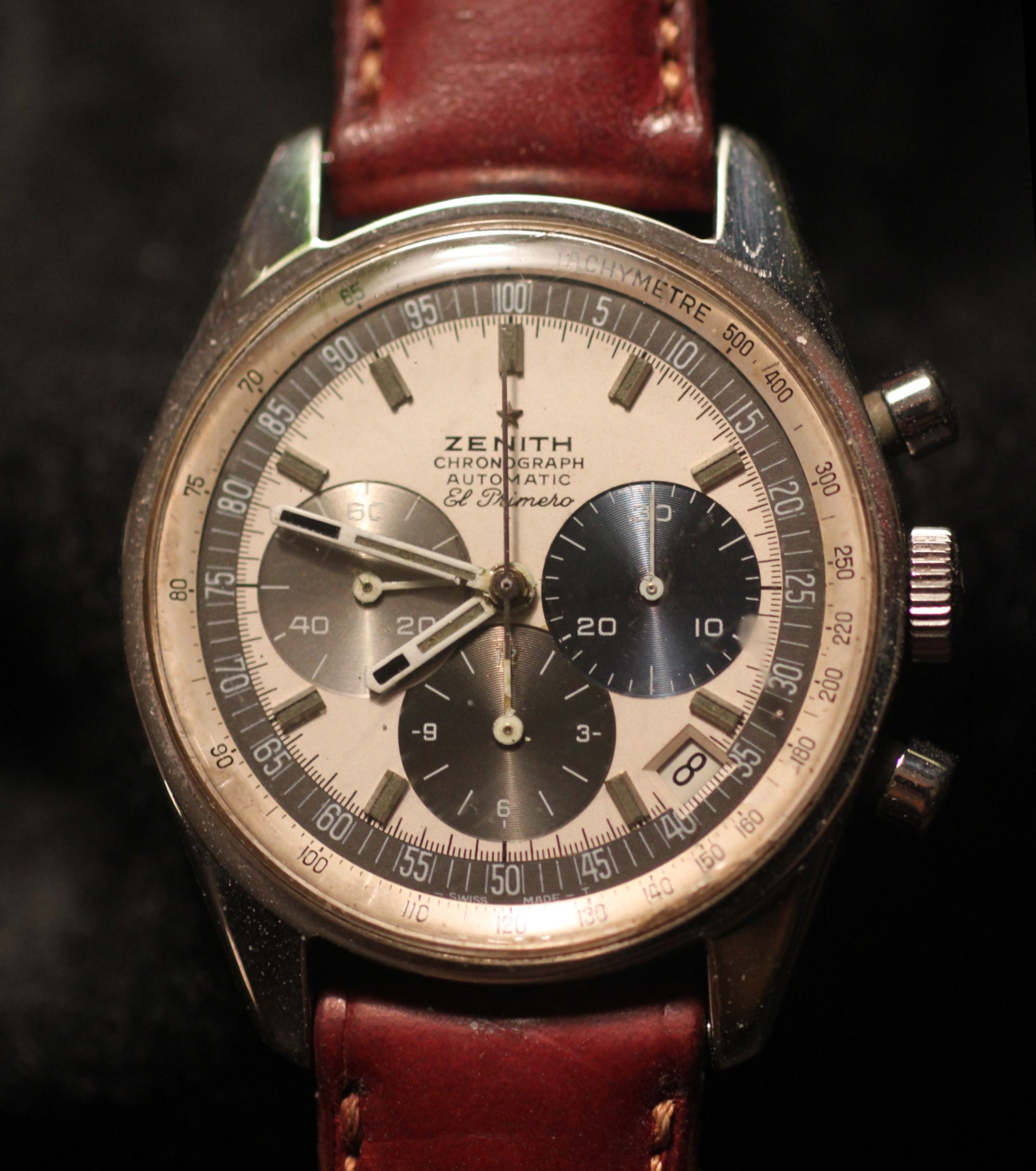
Zenith El Primero z 1970 r.
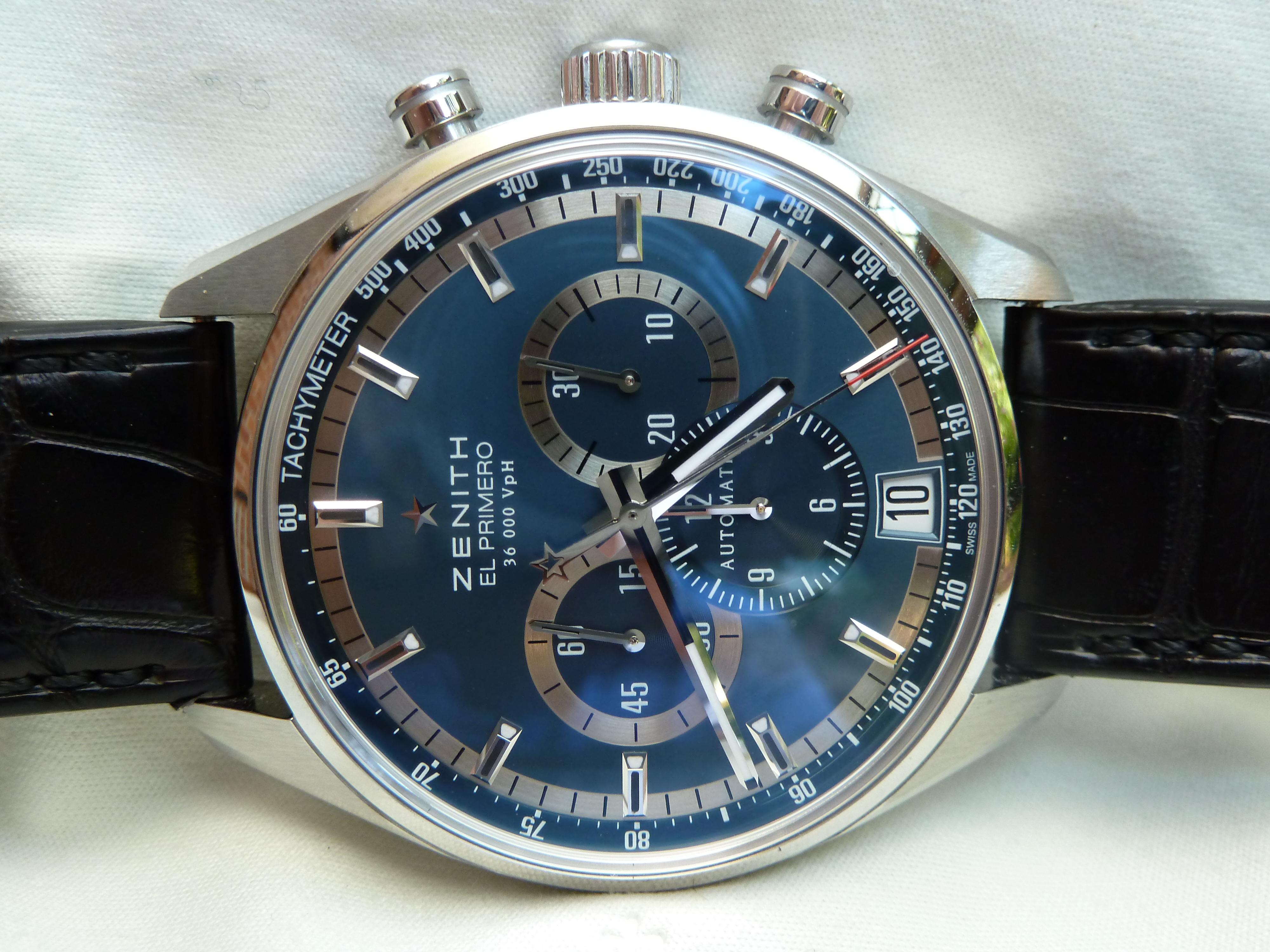
Zenith El Primero 36 000 VpH Tribute to Charles Vermot
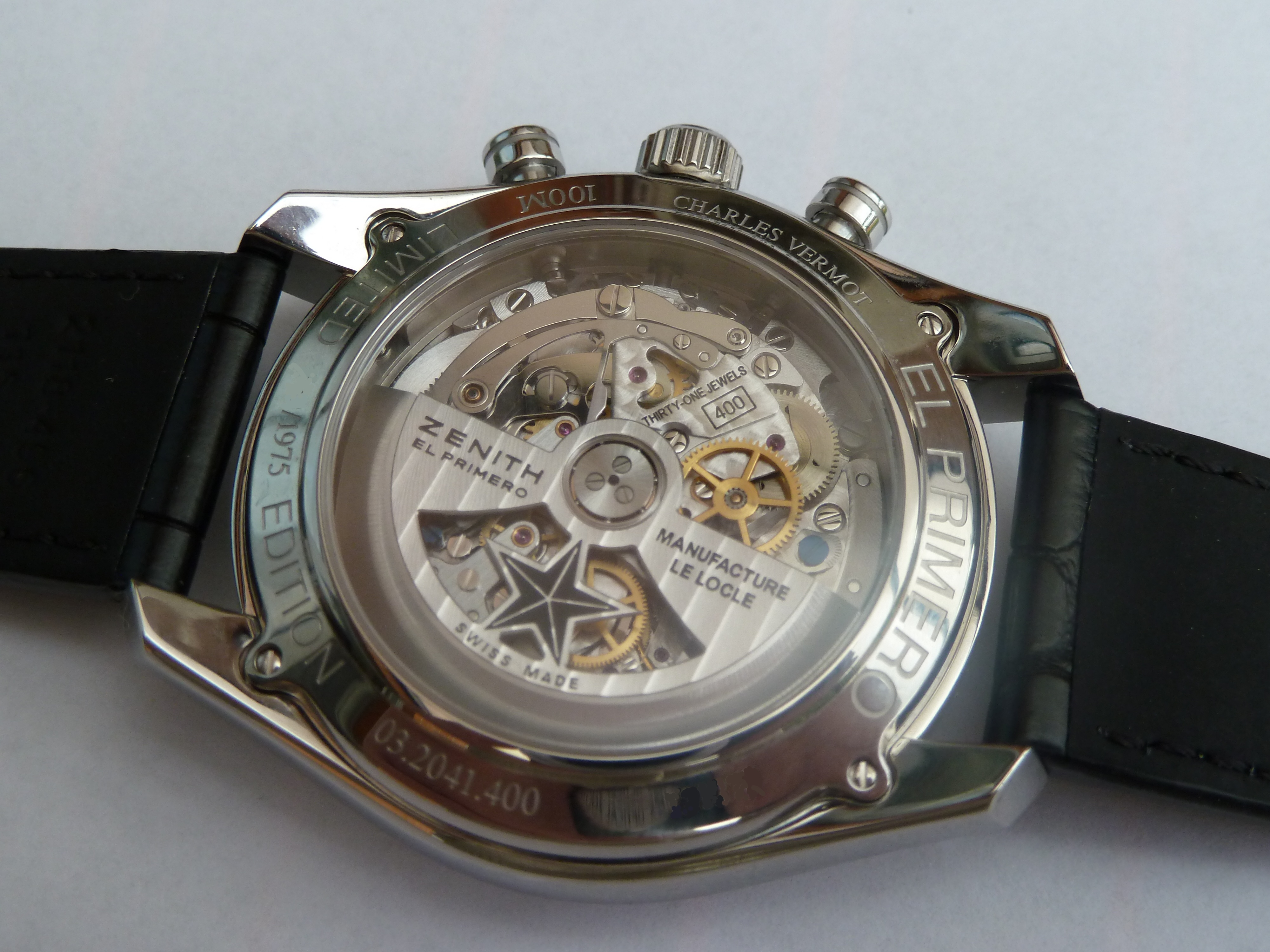
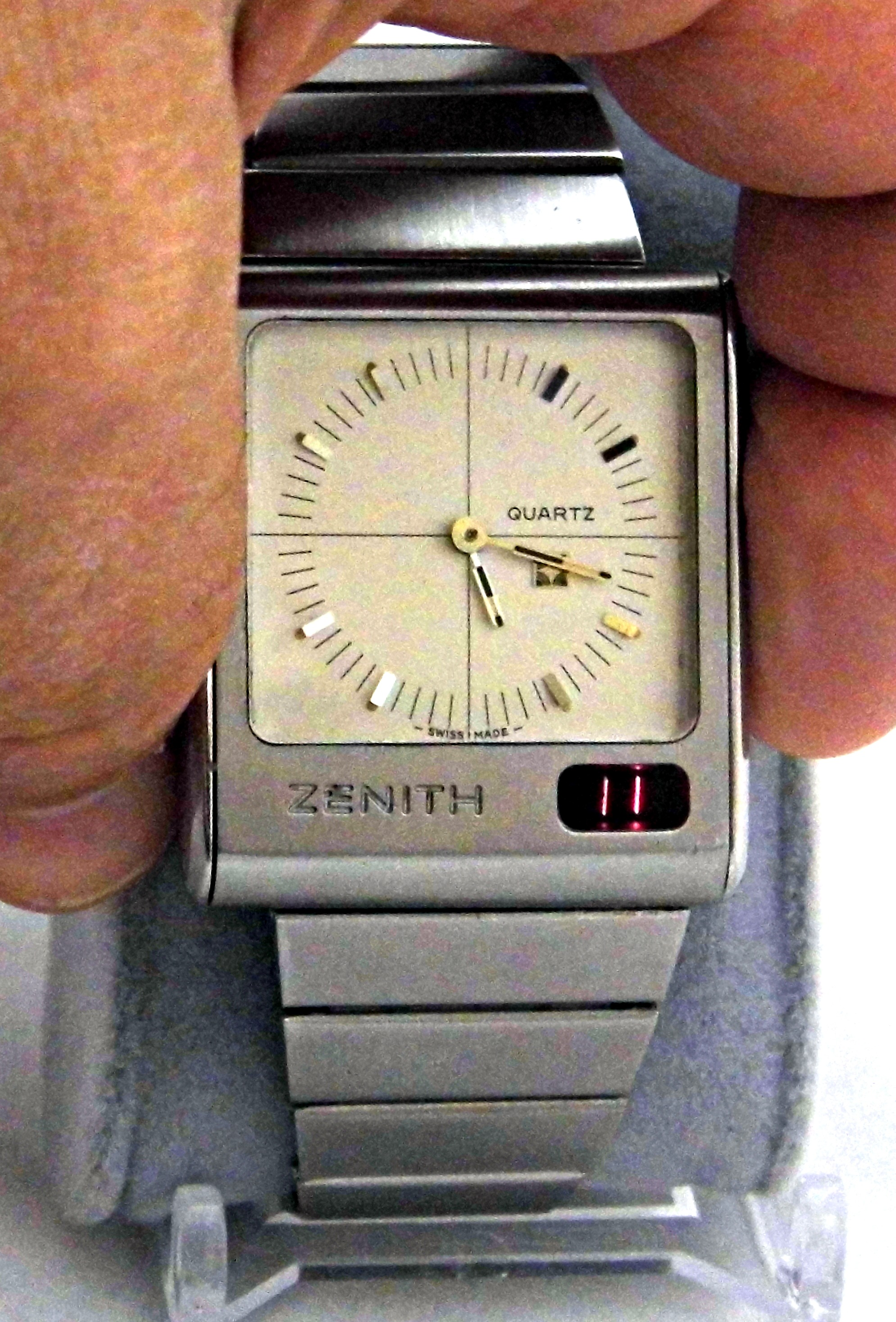
Zenith Futur z ok. 1975 z technologią LED
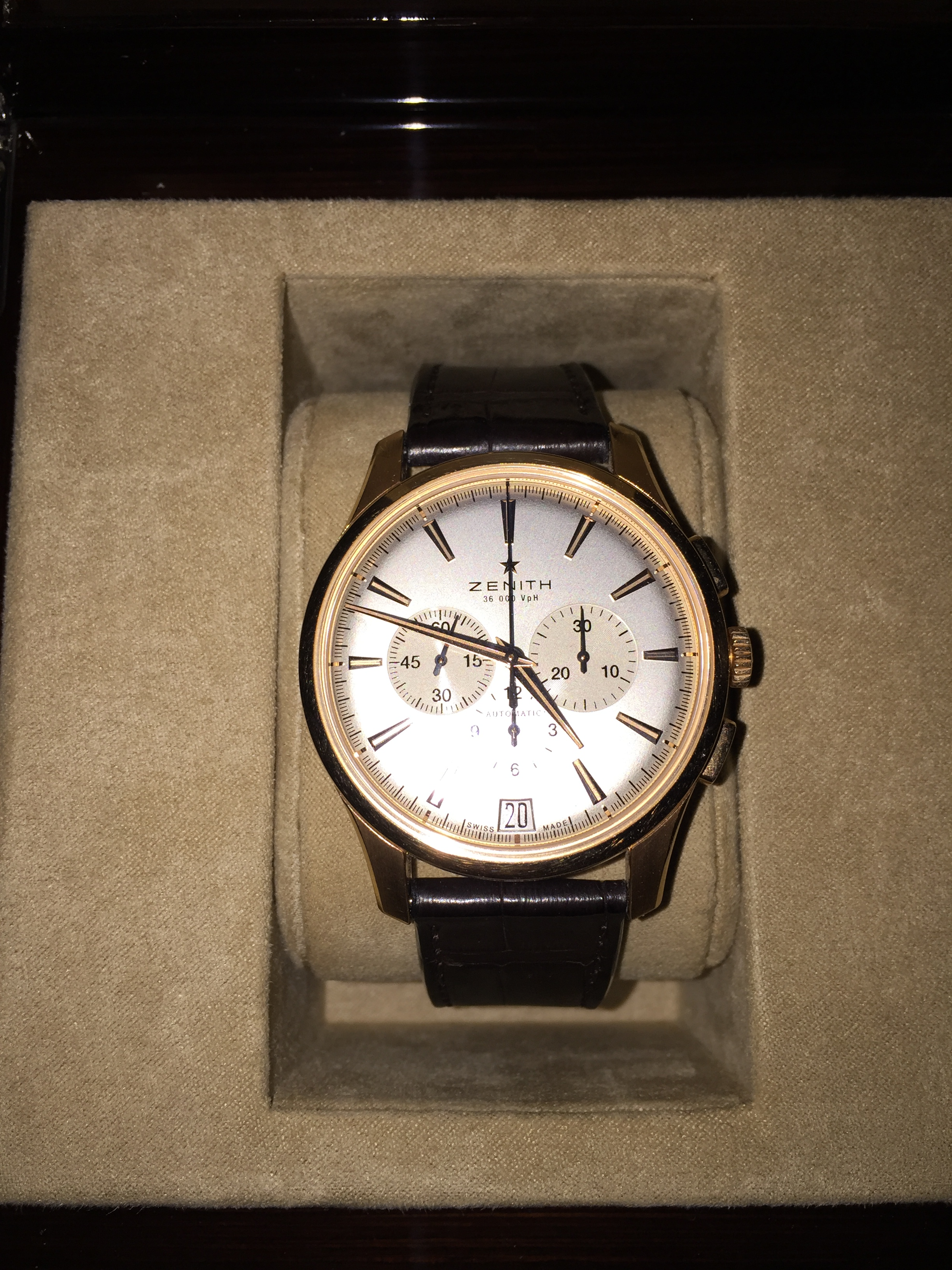
Zenith El Primero 36000
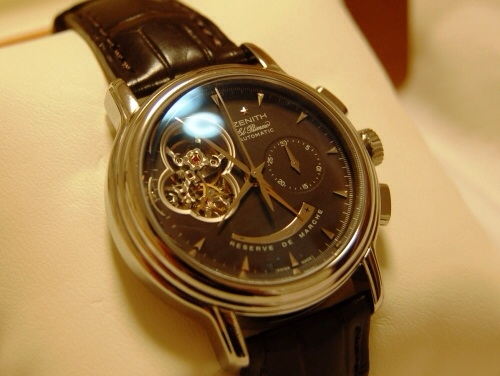
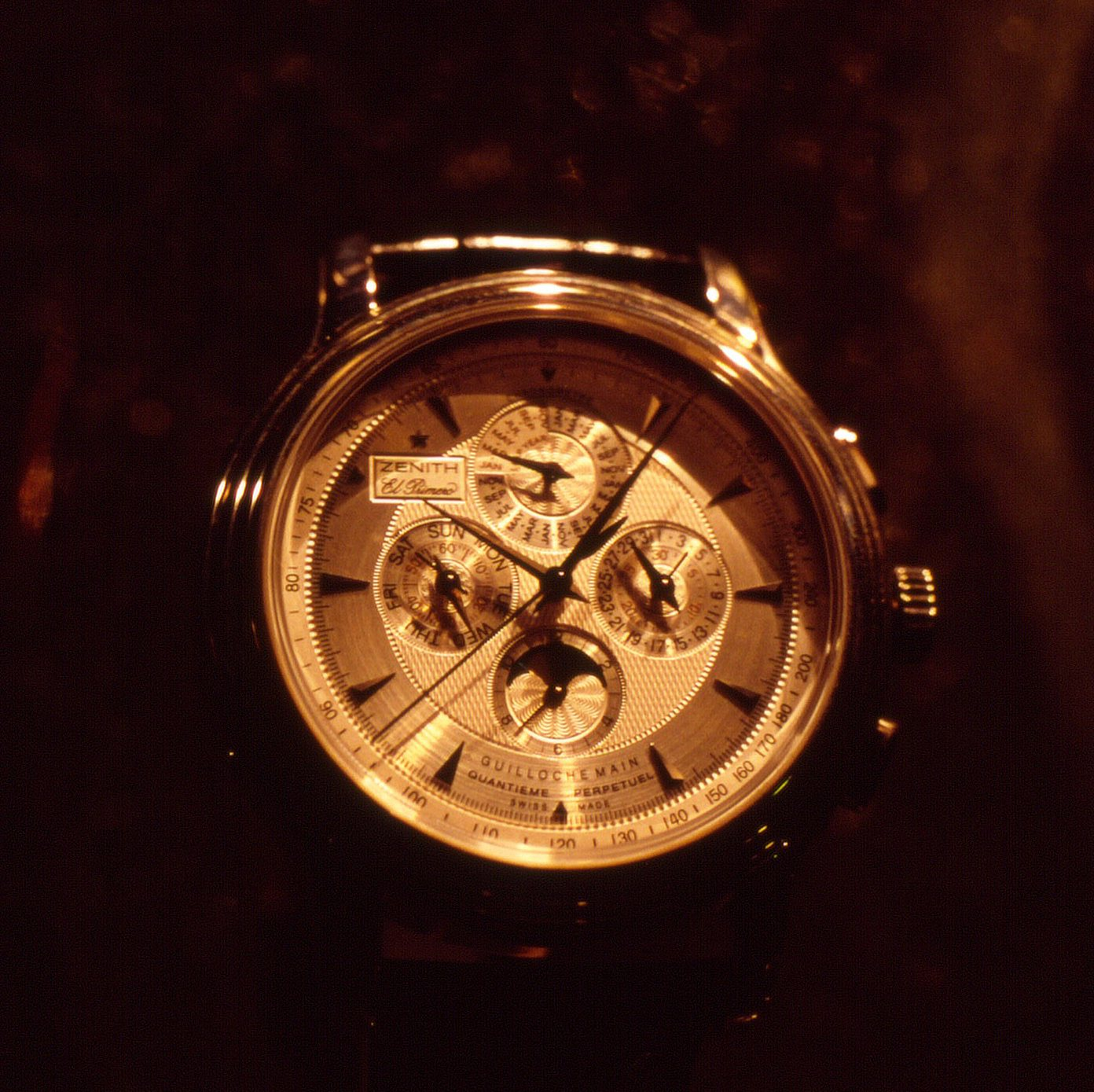
Zenith Grande Chronomaster XXT, Quantième perpétuel
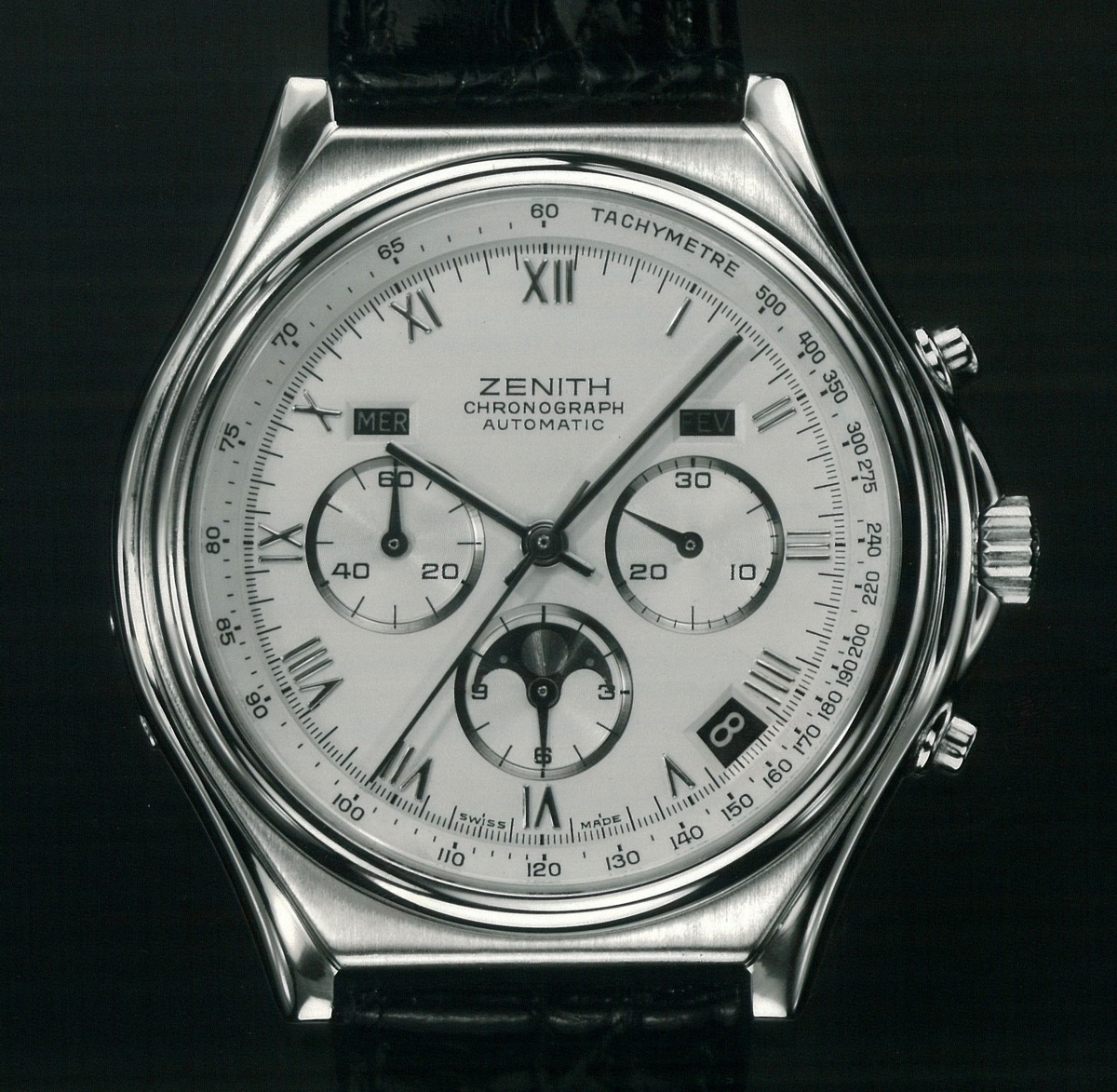
Zenith El Primero z około 1985 r.
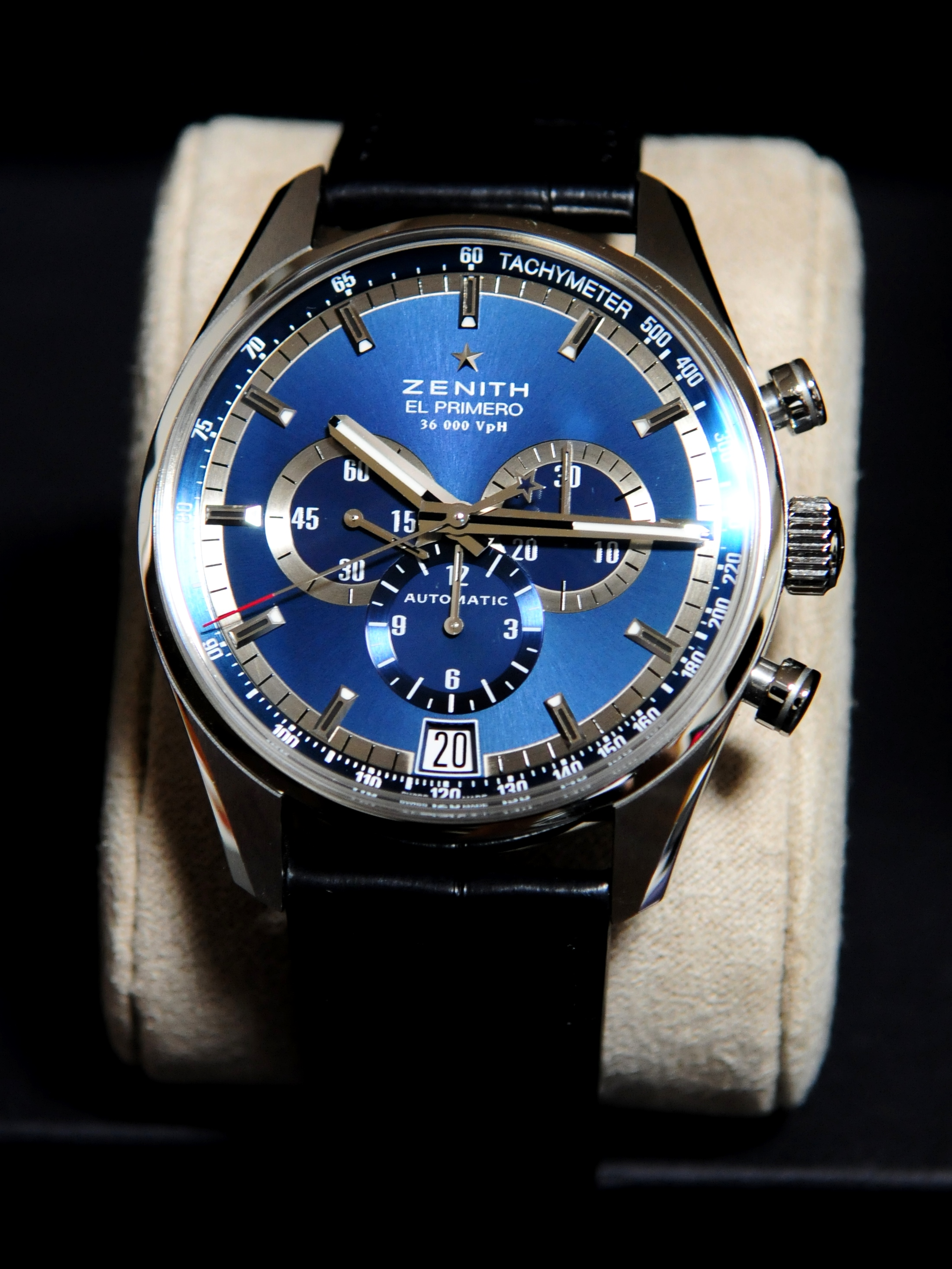
Zenith El Primero 36 000VpH